# 宮前村
23°33′07″N 120°20′51″E / 23.55194°N 120.34750°E
宮前村位於新港鄉偏中南，是臺灣省嘉義縣新港鄉轄下的行政區。人口約2,593人。位於新港鄉老街範圍，為鄉政中心。

## 地理
在新港鄉偏中南，南北界於新民路和六腳大排水溝間，清領時期稱作新港街，由於位在奉天宮前，為新港的核心地帶。

## 聚落歷史。
本地聚落由原麻園寮庄發展而來，此聚落最早建於1741年，後因笨港1782~1809的漳泉械鬥，彼此對立益深。1748、1797和1802年三次水災重創笨港街，笨港南接居民向東遷於麻園寮北側，且有計畫性地設計街區，名稱由原來的笨新南港街，隨時間縮短為新笨港街、新南港街和現在的新港街，由新港鄉民林境玉所私藏的一紙杜賣決契書中，新港街之名在1814年已出現，馾由於市街的擴張，麻園寮乃成新港街區之一部分。

## 教育
文昌國小：為1822年笨新南港南社及1835年建立之登雲書院舊址，登雲書院於日據1904及1906年兩次大地震中層倒塌，光復後地方人士倡議復校，於1958年創文昌分校。

## 文化資源/文化資產
- 法華寺：早期稱法華慈善會，1990年由依覺法師成立，依覺法師於佛光山出家，後來回到新港創法華慈善會，2008年於新港文昌國小泳池旁興建佛堂，改名為法華寺[3]。

- 新港奉天宮：於1622年先民公請船仔媽來台，神示永駐笨港，1700年笨港居民建天妃廟，由於嘉慶初年汙水氾濫，敬遷蔴園寮，經水師提督王得祿捐奉倡建，紳商居民募資合建，1811年竣工落成。[4]

## 景點
嘉義縣新港鐵路公園：於民國2001年9月9日9時9分落成，內有台糖公司捐贈的一輛「溪州牌」古董小火車及拖著三節舊車廂，讓民眾回味以前坐「五分仔車」的滋味。台糖小火車就是俗稱的「五分仔車」，以前從雲林縣北港糖廠出發之後，經過新港鄉再到嘉義市，全長大約18公里，這條鐵路在1911年由「大日本製糖株式會社」闢建，以運送甘蔗為主，1917(民國六)年起加入載客行列，後來因為營運不敷成本，於1982年 8月17日下午4 時45分，開嘉北線最後一班五分仔車後，台糖小火車客運營業線就此走入歷史。

## 產業
- 新港鴨肉羹：以奉天宮廟前大道店家群知名。[6]